# Cunonia linearisepala
Cunonia linearisepala är en tvåhjärtbladig växtart som först beskrevs av André Guillaumin, och fick sitt nu gällande namn av Luciano Bernardi. Cunonia linearisepala ingår i släktet Cunonia och familjen Cunoniaceae. Inga underarter finns listade i Catalogue of Life.